# Batrachoseps kawia
Espèce
Statut de conservation UICN

 DD  : Données insuffisantes
Batrachoseps kawia est une espèce d'urodèles de la famille des Plethodontidae.

## Répartition
Cette espèce est endémique de la Californie aux États-Unis. Elle se rencontre dans le bassin de la Kaweah, dans le comté de Tulare. Elle est présente entre 500 et 2 200 m d'altitude dans la Sierra Nevada.

## Description
Batrachoseps kawia jusqu'à 50 mm.

## Étymologie
Son nom d'espèce lui a été donné en référence au lieu de sa découverte, la rivière Kaweah.

## Publication originale
- Jockusch, Wake & Yanev, 1998 : New species of slender salamanders, Batrachoseps (Amphibia: Plethodontidae) from the Sierra Nevada of California. Contributions in Science. Natural History Museum of Los Angeles County, no 472, p. 1-17 (texte intégral).